# Matija Lopac
Matija Lopac, bh. hrvatski klasični filolog i prevoditelj. (Senjska Draga 21. siječnja 1887. – 1976.)
Završio je studij hrvatskog jezika i klasične filologije na Filozofskom fakultetu Sveučilišta u Zagrebu. Bio je knjižničar u Zemaljskom muzeju Bosne i Hercegovine od 1945. do umirovljenja. U razdoblju od 1953. od 1960. radio je na Katedri za latinski jezik i rimsku književnost Odsjeka za romanistiku Filozofskog fakulteta u Sarajevu. Bavio se pitanjima etnologije, arheologije i povijesti. Prevodio je s latinskog (De architectura libri decem Marka Vitruvija Pollija
Bio je revni direktor - prefekt konvikta Hrvatskog kulturnog društva Napredak «Kralj Tomislav». Pišući iz perspektive 1930-ih, naglašavao je da «potrebu knjižnica za dizanje kulturnoga i moralnoga nivoa u narodu nije potrebno (…) napose izlagati». Odmah po prijedlogu osnivanja dragovoljno se pridružio pročelniku knjižnice u osnivanju. Motivi otvaranja knjižnice bili su i prije i nakon otvaranja isti: potrebe mladeži te potreba da se uz druge sadržaje nađu u njoj i «hrvatske» knjige koje se «sustavno potiskuju» pa se
«nigdje više u Sarajevu ne može «dobiti ni jedna hrvatska knjiga starijeg izdanja.